# Turning Point (2023)
Turning Point (2023) – gala wrestlingu organizowana przez amerykańską federację Impact Wrestling, która była transmitowana za pomocą platform Impact Plus i YouTube (dla subskrybentów IMPACT Ultimate Insiders). Odbyła się 27 października 2023 w Walker Activity Dome w Newcastle upon Tyne w Anglii, a emisja odbyła się 3 listopada 2023. Była to szesnasta gala z cyklu Turning Point, a zarazem siódma gala Impact Plus Monthly Specials w 2023 roku. Gala była częścią czterodniowej trasy UK Invasion Tour, upamiętniającej powrót Impact Wrestling do Wielkiej Brytanii po prawie ośmiu latach. W gali wzięli udział także wrestlerzy z Revolution Pro Wrestling (RevPro).
Na gali odbyło się dziesięć walk, w tym dwie w pre-show. W walce wieczoru, Will Ospreay pokonał Eddiego Edwardsa. W innych ważnych walkach, Trinity pokonała Deonnę Purrazzo w Last Chance matchu broniąc Impact Knockouts World Championship, The Most Professional Wrestling Gods (Brian Myers i Moose) pokonali Frankiego Kazariana i Chrisa Sabina oraz w pierwszej walce w karcie, Eric Young i Josh Alexander pokonali Subculture (Marka Andrewsa i Flasha Morgan Webstera). Podczas gali odbyły się także debiuty w Impact Alex Windsor i Simona Millera.

## Rwalizacje
Final Resolution oferowało walki wrestlingu z udziałem różnych zawodników na podstawie przygotowanych wcześniej scenariuszy i rywalizacji, które są realizowane podczas cotygodniowych odcinków programu Impact!. Wrestlerzy odgrywają role pozytywnych (face) lub negatywnych bohaterów (heel), którzy rywalizują pomiędzy sobą w seriach walk mających budować napięcie.
31 sierpnia na odcinku Impact! ogłoszono, że Will Ospreay weźmie udział w walce na Turning Point. 17 października ogłoszono, że przeciwnikiem Ospreaya na gali będzie Eddie Edwards.
Drugą walką ogłoszoną na Turning Point był tag team matchem, w którym Eric Young i Josh Alexander mieli zmierzyć się z Subculture (Flash Morgan Webster i Mark Andrews).
18 października do karty Turning Point dodano dwie walki: Jordynne Grace kontra Dani Luna oraz The Motor City Machine Guns (Alex Shelley i Chris Sabin) kontra Brian Myers i Moose.
19 października ogłoszono dwie walki w karcie, w tym Gisele Shaw kontra Alex Windsor, będący debiutem tego ostatniego w Impact, oraz X Division three-way match pomiędzy Frankiem Kazarianem, Richem Swannem i Treyem Miguelem.
Na Slammiversary, Trinity pokonała Deonnę Purrazzo i wygrała Impact Knockouts World Championship i obroniła tytuł przeciwko Purrazzo w rewanżu na Emergence. 22 października ogłoszono, że Trinity będzie bronić tytułu przeciwko Purrazzo na Turning Point i będzie to ostatnia szansa Purrazzo na zdobycie tytułu, tak długo jak Trinity będzie mistrzynią.
Simon Miller pojawił się w talk show Joe Hendry’ego Food Fight na Impact Plus, podczas którego doszło do nieporozumienia między nimi, które doprowadziło do prawdziwej walki na jedzenie. Doprowadziło to do zorganizowania walki pomiędzy Hendrym i Millerem na Turning Point.

## Wyniki walk
| Nr                                                                   | Wyniki | Stypulacje                                                                                | Czas  |
| -------------------------------------------------------------------- | --- | ----------------------------------------------------------------------------------------- | ----- |
| 1P                                                                   | Grado i Rhino pokonali Ryana Richardsa i Mike’a D Vecchio poprzez pinfall                                               | Tag team match                                                                            | 4:26  |
| 2P                                                                   | Leon Slater (c) pokonał Marka Haskinsa poprzez pinfall                                                                  | Singles match o North Wrestling Championship                                              | 11:22 |
| 3                                                                    | Eric Young i Josh Alexander pokonali Subculture (Marka Andrewsa i Flasha Morgan Webstera) poprzez pinfall               | Tag team match                                                                            | 14:02 |
| 4                                                                    | Gisele Shaw pokonała Alex Windsor poprzez pinfall                                                                       | Singles match                                                                             | 8:38  |
| 5                                                                    | Rich Swann pokonał Treya Miguela (z Zacharym Wentzem) poprzez pinfall                                                   | Singles match                                                                             | 11:45 |
| 6                                                                    | Jordynne Grace pokonała Dani Lunę poprzez pinfall                                                                       | Singles match                                                                             | 8:48  |
| 7                                                                    | Joe Hendry pokonał Simona Millera poprzez pinfall                                                                       | Singles match                                                                             | 8:21  |
| 8                                                                    | The Most Professional Wrestling Gods (Brian Myers i Moose) pokonali Frankiego Kazariana i Chrisa Sabina poprzez pinfall | Tag team match                                                                            | 15:52 |
| 9                                                                    | Trinity (c) pokonała Deonnę Purrazzo poprzez submission                                                                 | Last Chance match o Impact Knockouts World Championship Gail Kim była sędzinią specjalną. | 16:11 |
| 10                                                                   | Will Ospreay pokonał Eddiego Edwardsa poprzez pinfall                                                                   | Singles match                                                                             | 18:20 |
| (c) – mistrz/mistrzyni przed walkąP – walka miała miejsce w pre-show | |                                                                                           |       |